# Барвалд-Середній
Барвалд-Середній (пол. Barwałd Średni) — село в Польщі, у гміні Кальварія-Зебжидовська Вадовицького повіту Малопольського воєводства.
Населення — 1348 осіб (2011).

## Історія
У 1975-1998 роках село належало до Бельського воєводства, підпорядковувалося районній адміністрації у Вадовицях.

## Демографія
Демографічна структура станом на 31 березня 2011 року:
|          | Загалом | Допрацездатний вік | Працездатний вік | Постпрацездатний вік |
| -------- | ------- | ------------------ | ---------------- | -------------------- |
| Чоловіки | 701     | 159                | 470              | 72                   |
| Жінки    | 647     | 126                | 389              | 132                  |
| Разом    | 1348    | 285                | 859              | 204                  |